# Philippe Ruggieri
Pour les articles homonymes, voir Ruggieri.
Philippe Ruggieri est un acteur français.

## Filmographie

### Cinéma
- 1978 : L'Hôtel de la plage de Michel Lang : Pierre-Alain
- 1979 : Le Gagnant de Christian Gion : Laurent Demaison
- 1981 : La Soupe aux choux de Jean Girault : Robert, le petit ami de Francine
- 1982 : Le Gendarme et les Gendarmettes de Jean Girault : Georges

### Télévision
- 1978 : Médecins de nuit (1 épisode) : le jeune voisin de Madeleine
- 1980 : Le Coffre et le Revenant: Philippe Larrivière
- 1981 :  La Messagère (10 épisodes) : Lionel
- 1982: Les Mémoires de 2 jeunes Mariées, le jeune mari de Fanny Ardant
- 1983 : Le Mariage de G. B. Shaw
- 1984 : Hello Einstein (4 épisodes) : Grossmann